# 인삼협동조합
인삼협동조합(人蔘協同組合), 약칭 인삼협(人蔘協)은 인삼 경작 기술을 지도·보급함으로써 인삼의 증산과 인삼 산업의 발전을 기하고 인삼 경작자의 경제적·사회적 지위 향상을 도모하기 위해 1989년 1월 1일부터 2000년 7월 1일까지 존재했던 특수법인이다.

## 역사
1989년 1월 1일에 시행된 《인삼협동조합법》(1988년 12월 31일 제정, 2000년 7월 1일 폐지)에 따라 설립되었다. 이 법률에 따라 《인삼사업법》에 의해 설립된 인삼경작조합 및 인삼경작조합연합회는 《인삼협동조합법》에 따라 설립된 인삼협동조합 및 인삼협동조합중앙회로 개편되었다.
《인삼협동조합법》에서는 인삼 경작자가 인삼협동조합을 설립하고 인삼협동조합이 인삼협동조합중앙회를 설립한다고 명시했다. 또한 인삼협동조합, 인삼협동조합중앙회는 민법상 사단법인에 관한 규정을 따르는 법인으로 규정했으며 대한민국 정부의 감독을 받는다고 명시했다. 2000년 7월 1일을 기해 인삼협동조합, 축산업협동조합이 농업협동조합에 통합되면서 인삼협동조합은 농업협동조합의 일종인 인삼농협으로 바뀌었다.

## 같이 보기
- 농업협동조합
- 축산업협동조합